# Alexandria am Kaukasus

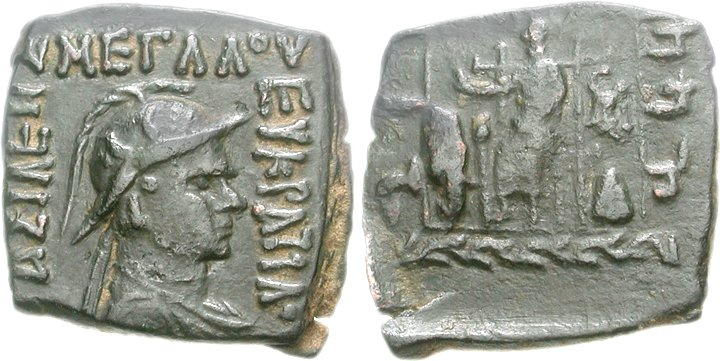
Münze des Eukratides I. mit der Elefantengottheit von Kapisa auf der Rückseite

Alexandria am Kaukasus (Alexandria ad Caucasum) ist eine Stadtgründung Alexanders des Großen im Hindukusch (der Hindukusch wurde in der Antike auch Kaukasus genannt). Die Lokalisierung der antiken Stadt ist umstritten, wobei in der Forschung entweder Tscharikar oder Begram vorgeschlagen werden.
Der Name erklärt sich aus der Tatsache, dass die alten Griechen als Kaukasus (Καύκασος) alle Gebirgszüge bezeichneten, die sich entlang und zwischen dem Schwarzen Meer, dem Kaspischen Meer und dem Aralsee vom östlichen Pontica bis zu den Pamirs befinden (noch im 19. Jahrhundert nannte man den Kopet-dag den turkmenischen Kaukasus und den Hindukusch den afghanischen Kaukasus).
Nach Quintus Curtius Rufus siedelte Alexander dort 7000 Makedonen, 3000 Händler und Tausende von Einheimischen an. Diodor berichtet, dass die Stadt das Tor zu Indien war.
Alexandria am Kaukasus scheint einer der Hauptorte der Indo-Griechen gewesen zu sein und wird in den Fragen des Königs Milinda von König Menandros und in der Mahavamsa als griechische Stadt erwähnt. In den Alexanderromanen erscheint sie als Königin der Berge.
In antiken Quellen erscheint schon seit dem 5. Jahrhundert v. Chr. eine bedeutende Stadt mit dem Namen Kapisa, die ebenfalls als Hauptort eines Königreiches dieser Region bezeichnet wird. Kyros II. soll diese Stadt nach späteren Quellen zerstört haben. Über das Verhältnis beider Orte besteht Unklarheit. Es wurde vorgeschlagen, dass es sich bei Alexandria am Kaukasus und Kapisa um eine Doppelstadt handelte, oder es wird davon ausgegangen, dass es dieselbe Stadt ist, die in antiken Quellen mit zwei Namen auftaucht. Problematisch ist dabei, dass antike Schriftsteller beide Orte an verschiedenen Plätzen lokalisieren. Dies kann aber auch damit erklärt werden, dass es sich bei Alexandria am Kaukasus und Kapisa um eine Doppelstadt handelte, die an beiden Ufern eines Flusses lag, wobei jedes Ufer einer anderen Region zugeordnet wurde.
Kapisa  hatte in indo-griechischer Zeit eine Elefantengottheit als Hauptgottheit, die oft wie Zeus dargestellt wurde. Sie erscheint auf Münzen von Eukratides I. und wird dort explizit als Gottheit von Kapisa bezeichnet. Unter den Kuschanaherrschern wurde die Stadt Sommerresidenz. Später wurde sie Teil des Sassanidenreiches.
Nach dem Einfall der Hephthaliten wurde die Stadt wiederum die Hauptstadt des kleinen Königreiches der Nezak (siehe Iranische Hunnen). Kapisa wird noch im siebenten nachchristlichen Jahrhundert von dem chinesischen Reisenden Xuanzang beschrieben. Er nennt sie Kapisi, Hauptstadt von Kapisa. Er verweilte einen Sommer in der Stadt und bezeugt das Weiterleben eines Kultes um eine Elefantengottheit. In dieser Zeit regierten in diesem Raum bereits die Turk-Schahi. Sehr wahrscheinlich war Kapisa unter den Indo-Griechen, Kushana, Sassaniden und wohl auch unter den iranischen Hunnen eine wichtige Münzstätte.